# Sant Crespin
Sant Crespin (en francès Saint-Crépin) és un municipi francès situat al departament dels Alts Alps i a la regió de Provença – Alps – Costa Blava.

## Demografia
| 1831                                       | 1962 | 1968 | 1975 | 1982 | 1990 | 1999 | 2006 | 2016 |
| ------------------------------------------ | ---- | ---- | ---- | ---- | ---- | ---- | ---- | ---- |
| 1210                                       | 409  | 400  | 402  | 507  | 533  | 541  | 583  | 722  |
| Des de 1962: població sense dobles comptes |      |      |      |      |      |      |      |      |

## Administració
| Període   | Identitat          | Partit |
| --------- | ------------------ | ------ |
| 1971-2001 | Louis Abrard       |        |
| 2001-2014 | Bernard Esmieu     |        |
| 2014-     | Jean-Louis Queyras |        |